# Береснята
Береснята — опустевшая деревня в Даровском районе Кировской области в составе Кобрского сельского поселения.

## География
Находится на правобережье Моломы на расстоянии примерно 39 км по прямой на север-северо-восток от райцентра поселка  Даровской.

## История
Известна была с 1678 года как починок Порейской с 11 дворами, в 1710  здесь (уже деревня Черепановская) проживало 14 душ в 2 дворах. В 1873 году (Черепановская) учтено было дворов 2 и жителей 22, в 1905 (уже починок Черепановский или Береснята) 4 и 33, в 1926 (деревня Береснята или Аверенки или Черепановский) 6 и 39, в 1950 5 и 28, в 1989 оставалось 9 жителей. Нынешнее название утвердилось с 1939 года.

## Население
Постоянное население не было учтено как в 2002 году, так и в 2010.